# Pyrrhula aurantiaca
El camachuelo anaranjado (Pyrrhula aurantiaca) es una especie de ave paseriforme de la familia Fringillidae propia del subcontinente indio.

## Distribución y hábitat
Se la encuentra en India y Pakistán. Su hábitat natural son los bosques templados.

## Taxonomía
La taxonomía fue descrita en el 2001 por Arnaiz-Villena et al. Todas las aves pertenecientes al género Pyrrhula tienen un ancestro en común: Pinicola enucleator.